# هرگز با غریبه‌ها صحبت نکن
هرگز با غریبه‌هاصحبت نکن (به انگلیسی: Never Talk to Strangers) یک فیلم سینمایی آمریکایی در ژانر هیجان انگیز محصول سال ۱۹۹۵ به کارگردانی پیتر هال می‌باشد و بازیگران اصلی این فیلم آنتونیو باندراس و ربکا د مورنی هستند.

## خلاصه داستان
سارا تیلور روان‌شناس پلیس با تونی رامیرز مرد جوان اسرارآمیز و جذابی آشنا می‌شود. آنها عاشق یکدیگر می‌شوند اما وقتی تماسهای ناشناس به او شروع می‌شود شخصیتش تغییر می‌کند…

## بازیگران
- ربکا د مورنی نقش دکتر سارا تیلور
- آنتونیو باندراس نقش تونی رامیرز
- دنیس میلر در نقش کلیف رادیسون
- لن کری‌یو نقش هنری تیلور
- هری دین استنتون نقش مکس چسکی
- یوجین لیپینسکی به عنوان داداکوف
- مارتا برنز به عنوان مورا
- بیو استار به عنوان گروگان
- فیلیپ جارات به عنوان اسپاتز
- تیم کلهر نقش Wabash[۲][۳]